# Kwartier Cdt de Hemptinne
Het Kwartier Cdt de Hemptinne is een militair domein met kazerne in de tot de Vlaams-Brabantse gemeente Leuven behorende deelgemeente Heverlee, gelegen aan de Hertogsstraat. In het zuiden grenst de kazerne aan het noordelijk deeltje van Heverleebos, ten noorden van de A3/E40.
De naam kreeg het Kwartier ter ere van Kapitein-Commandant Etienne de Hemptinne, Commandant van het Transportkorps, toebehorend tot de 2de Divisie Ardense Jagers, die tijdens de Tweede Wereldoorlog gewond raakte in gevecht op 13 mei 1940, zijn functie niet kon verder zetten op 17 mei en op 25 mei 1940 in het Hospitaalcentrum Berck te Berck-sur-Mer is overleden. Etienne de Hemptinne was een zoon van Paul de Hamptinne en kleinzoon van Joseph de Hemptinne.

## Geschiedenis
Tot eind de jaren ’20 gebruikte de Leuvense “Rijdende Artillerie” terreinen op de grens Leuven/Heverlee. Hiervoor werden de terreinen gebruikt aan Parkpoort, nu gekend als de Philipssite.  Het Belgisch Leger vertrok inderdaad van die locatie door de verkoop aan en bouw van de eerste Belgische productievestiging van Philips die in 1929 opende (en in 1995 sloot).
De Artillerie verhuisde naar een ander terrein Heverlee, een terrein tussen het het klooster en het Heilig Hartinstituut van de Zusters Annuntiaten, het Heverlee War Cemetery en Heverleebos. De kazerne op dit terrein werd gebouwd in 1938 en 1939, het latere Kwartier Commandant de Hemptinne. De kazerne bevindt zich ten westen van de Hertogstraat, op het terrein ten oosten van de straat waren een sportterrein, een oefenterrein met koordenpiste, een hindernispiste, een schietstand en het oefencircuit van de rijschool ingericht. Sinds 2011 wordt jaarlijks op dit terrein ook de Cyclocross Leuven georganiseerd. Een deel van dit terrein werd later verkocht waardoor onder meer de hockeyvelden van KHC Leuven tegenover de kazerne verschenen.
In het kwartier werd in de jaren vijftig de School Kwartiermeester en Transport gehuisvest, die afkomstig was uit de Sint-Maartenskazerne in het centrum van Leuven dewelke eind jaren vijftig werd gesloten. De school, voor 1951 gekend als de School voor  Bevoorrading en Automobieltransport, is een belangrijk logistiek departement van de landmacht.
De kazerne in Heverlee was tot het afzwaaien van de laatste dienstplichtigen in 1995 ook een gekend opleidingscentrum voor dienstplichtigen naast voor chauffeurs. FRAC (Formation Rationelle et Accélérée des Chauffeurs), de rijopleiding, reikte eind 1977 het honderdduizendste rijbrevet uit.
Op 1 november 1971 werden de School Kwartiermeester en Transport en het Opleidingscentrum Nr. 2 samengevoegd tot het Logistiek centrum van de landmacht (Log C LM). Het militair domein had in die periode een oppervlakte van 52 hectare en had een vast kader van 850 militairen.
In 1997 leidde operatie BEAR1997, een herstructurering en afslanking van het leger, tot reductie en verplaatsing van de logistieke diensten. Anderzijds verhuizen het Hoofdkwartier en bepaalde steuneenheden van de Brigade Para-Commando naar Heverlee. In 2011 werd plaats gemaakt voor het nieuw opgerichte Bataljon ISTAR (Intelligence Surveillance Target Acquisition Reconnaissance).
In 2017 besliste de Belgische regering de bewaking van het Kwartier uit te besteden aan een privé bewakingsfirma om zo Defensie toe te laten zich toe te spitsen op zijn kerntaken.

## Gevestigde eenheden
Overzicht van eenheden die in het kwartier gehuisvest waren of zijn:
- Opleiding der Kwartiermeesters en Vervoer, School voor Kwartiermeester en Transport
- OpleidingsCentrum Nummer 2
- Logistiek Centrum van de Landmacht
- Dienst voor Opruiming en Vernietiging van Ontploffingstuigen (DOVO), Ontmijningsdienst van de Landmacht(ODLM) (1985-2000)
- Staf & Compagnie Hoofdkwartier Brigade Para-Commando
- Wapenschool Ravitaillering en Transport
- Compagnie Scholing Voertuigen
- Royal Army Service Corps (RASC), later Compagnie Transport, dan Compagnie Zwaar Transport
- 14 Compagnie Genie
- 16 Compagnie Medical
- Inlichtingen en Veiligheidschool (IVS)
- Bataljon Jagers te Paard, later Bataljon Intelligence Surveillance Target Acquisition Reconnaissance (ISTAR)